# Montaña de Puca
La Montaña de Puca con el pico homónimo Puca es una cordillera montañosa de la geografía de Honduras. Su punto más elevado, tiene una altitud de: 2,234 metros sobre el nivel del mar. En el extremo norte se encuentra la localidad de Lepaera, en el departamento de Lempira. Esta montaña le da el nombre a la Sierra de Puca y que constituye la línea fronteriza entre los departamentos de Lempira y Santa Bárbara.